# 호콘 시구르손

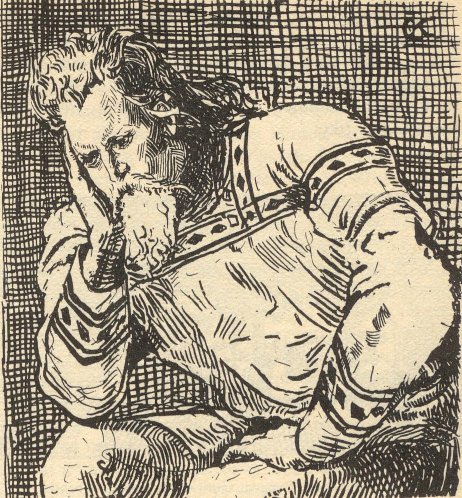
호콘 시구르손

호콘 시구르손(노르웨이어: Håkon Sigurdsson, 고대 노르드어: Hákon Sigurðarson, 937년경 ~ 995년)은 노르웨이의 최고 지도자(재위: 975년 ~ 995년)이다. 하르파그리 가 출신이며 강한 호콘(고대 노르드어: Hákon jarl hinn ríki)이라는 별칭으로 부르기도 한다.

## 생애
트뢰넬라그의 시구르 호콘손(Sigurd Håkonsson) 백작의 아들로 태어났다. 961년 자신의 아버지였던 시구르 호콘손이 하랄 2세 국왕에 의해 살해된 뒤에는 흘라디르(Hlaðir) 백작으로 임명되었다. 하랄 2세 국왕을 상대로 전투를 벌이는 동안에는 덴마크의 하랄드 블라톤 국왕과의 대립이 계속되었다. 호콘 시구르손은 하랄 2세 국왕과 대립하던 덴마크의 하랄드 블라톤 국왕과 협력했다.
970년 하랄 2세가 살해당한 뒤부터 덴마크의 국왕으로 즉위한 하랄드 블라톤의 신하가 되면서 노르웨이의 독립적인 통치자가 되었다. 호콘은 원래 노르드 신화에 등장하는 신들을 숭배했지만 975년 하랄드 블라톤에 의해 기독교로 개종하면서 덴마크에 대한 충성을 거부했다.
986년에 일어난 혜룽가바우그르(Hjörungavágr) 전투에서는 자신의 아들인 에이리크 호콘손과 함께 욤스비킹 군단을 물리쳤다. 995년 하랄 1세 국왕의 후손인 올라프 트뤼그바손(Olav Tryggvason, 올라프 1세)을 지지하던 세력들에 의해 피살당했다.
| 전임 하랄 1세 | 노르웨이의 국왕 971년 ~ 995년 하랄드 블라톤과 공동 군주 (971년 ~ 975년) | 후임 올라프 1세 |